# Atractus trefauti
Atractus trefauti — вид змій родини полозових (Colubridae). Мешкає в Південній Америці. Описаний у 2019 році.

## Поширення і екологія
Atractus trefauti мешкають у Французькій Гвіані та на північному сході Бразильської Амазонії, в штатах Амапа і Пара. Вони живуть у вологих рівнинних тропічних лісах.